# Kim Do-heon
Kim Do-heon (김두현?, 金斗炫?; Dongducheon, 14 luglio 1982) è un allenatore di calcio ed ex calciatore sudcoreano, di ruolo centrocampista.

## Statistiche

### Statistiche da allenatore

#### Club
In grassetto le competizioni vinte.
| Stagione        | Squadra         | Campionato      | Campionato | Campionato | Campionato | Campionato | Coppe nazionali | Coppe nazionali | Coppe nazionali | Coppe nazionali | Coppe nazionali | Coppe continentali | Coppe continentali | Coppe continentali | Coppe continentali | Coppe continentali | Altre coppe | Altre coppe | Altre coppe | Altre coppe | Altre coppe | Totale | Totale | Totale | Totale | % Vittorie | Piazzamento |
| Stagione        | Squadra         | Comp            | G          | V          | N          | P          | Comp            | G               | V               | N               | P               | Comp               | G                  | V                  | N                  | P                  | Comp        | G           | V           | N           | P           | G      | V      | N      | P      | %          | Piazzamento |
| --------------- | --------------- | --------------- | ---------- | ---------- | ---------- | ---------- | --------------- | --------------- | --------------- | --------------- | --------------- | ------------------ | ------------------ | ------------------ | ------------------ | ------------------ | ----------- | ----------- | ----------- | ----------- | ----------- | ------ | ------ | ------ | ------ | ---------- | ----------- |
| mag.-giu. 2023  | Jeonbuk Hyundai | K1              | 7          | 4          | 2          | 1          | CCS             | 1               | 1               | 0               | 0               | ACL                | -                  | -                  | -                  | -                  | -           | -           | -           | -           | -           | 8      | 5      | 2      | 1      | 62,50      | Interim     |
| mag.-ott. 2024  | Jeonbuk Hyundai | K1              | 21         | 6          | 5          | 10         | CCS             | 1               | 0               | 0               | 1               | ACL2               | 3                  | 2                  | 0                  | 1                  | -           | -           | -           | -           | -           | 25     | 8      | 5      | 12     | 32,00      | Sub         |
| Totale carriera | Totale carriera | Totale carriera | 28         | 10         | 7          | 11         |                 | 2               | 1               | 0               | 1               |                    | 3                  | 2                  | 0                  | 1                  |             | -           | -           | -           | -           | 33     | 13     | 7      | 13     | 39,39      |             |

## Palmarès

### Club

#### Competizioni nazionali
- Campionato sudcoreano: 2

Suwon Bluewings: 2004
Seongnam: 2006
- Coppa di Corea del Sud: 2

Suwon Bluewings: 2009, 2010
- Football League Championship: 1

West Bromwich: 2007-2008

#### Competizioni internazionali
- AFC Champions League: 2

Suwon Bluewings: 2000-2001, 2001-2002
- Supercoppa d'Asia: 2

Suwon Bluewings: 2001, 2002
- A3 Champions Cup: 1

Suwon Bluewings: 2005
- Pan-Pacific Championship: 1

Suwon Bluewings: 2009

### Nazionale
- Giochi asiatici: 1

2002